# Lijst van Tweede Kamerleden 1901-1905
Lijst van Tweede Kamerleden 1901-1905 geeft een overzicht van de leden van de Nederlandse Tweede Kamer in de periode tussen de algemene verkiezingen van 1901 en de algemene verkiezingen van 1905. De zittingsperiode van de Tweede Kamer ging in op 17 september 1901 en eindigde op 18 september 1905.
De Tweede Kamer telde 100 leden. Zij werden gekozen voor een termijn van vier jaar.
| Naam                              | partij             | district           | begindatum        | einddatum         | refs    |
| --------------------------------- | ------------------ | ------------------ | ----------------- | ----------------- | ------- |
| Piet Aalberse                     | katholieken        | Almelo             | 24 februari 1903  | 18 september 1905 | [ 2 ]   |
| Jan van Alphen                    | ARP                | Ommen              | 17 september 1901 | 18 september 1905 | [ 3 ]   |
| Jean Arnoldts                     | katholieken        | Sittard            | 17 september 1901 | 28 juni 1903      | [ 4 ]   |
| Antoine Arts                      | katholieken        | Tilburg            | 18 december 1901  | 18 september 1905 | [ 5 ]   |
| Hubert van Asch van Wijck         | ARP                | Amersfoort         | 17 september 1901 | 18 september 1905 | [ 6 ]   |
| Lodewijk van Asch van Wijck       | ARP                | Ede                | 17 september 1901 | 1 februari 1903   | [ 7 ]   |
| Jean Beckers                      | katholieken        | Sittard            | 9 oktober 1903    | 18 september 1905 | [ 8 ]   |
| Isaäc van den Berch van Heemstede | katholieken        | Oosterhout         | 17 september 1901 | 18 september 1905 | [ 9 ]   |
| Hendrik Bijleveld                 | ARP                | Amsterdam IX       | 23 september 1902 | 18 september 1905 | [ 10 ]  |
| Klaas de Boer                     | LU                 | Zaandam            | 24 september 1901 | 18 september 1905 | [ 11 ]  |
| Frans Bolsius                     | katholieken        | Roermond           | 17 september 1901 | 18 september 1905 | [ 12 ]  |
| Allard van der Borch van Verwolde | ARP                | Ridderkerk         | 17 september 1901 | 18 september 1905 | [ 13 ]  |
| Dirk Bos                          | VDB                | Winschoten         | 17 september 1901 | 18 september 1905 | [ 14 ]  |
| Maurits Brants                    | ARP                | Ede                | 11 maart 1903     | 18 september 1905 | [ 15 ]  |
| Anthony Brummelkamp               | ARP                | Loosduinen         | 17 september 1901 | 18 september 1905 | [ 16 ]  |
| Frederik van Bylandt              | VAR                | Apeldoorn          | 17 september 1901 | 18 september 1905 | [ 17 ]  |
| Jan Conrad                        | vrije liberalen    | 's-Gravenhage II   | 17 september 1901 | 12 augustus 1902  | [ 18 ]  |
| Jacob Cremer                      | LU                 | Amsterdam IV       | 17 september 1901 | 18 september 1905 | [ 19 ]  |
| Alexander van Dedem               | VAR                | Zwolle             | 17 september 1901 | 18 september 1905 | [ 20 ]  |
| Willem Dolk                       | LU                 | 's-Gravenhage II   | 18 september 1902 | 18 september 1905 | [ 21 ]  |
| Hendrik Drucker                   | VDB                | Groningen          | 17 september 1901 | 18 september 1905 | [ 22 ]  |
| Lodewijk Duymaer van Twist        | ARP                | Steenwijk          | 17 september 1901 | 19 juni 1905      | [ 23 ]  |
| Petrus Ferf                       | LU                 | Hoorn              | 17 september 1901 | 18 september 1905 | [ 24 ]  |
| Dirk Fock                         | LU                 | Rotterdam I        | 17 september 1901 | 18 september 1905 | [ 25 ]  |
| Eduard Fokker                     | VDB                | Alkmaar            | 17 september 1901 | 1 maart 1903      | [ 26 ]  |
| Pieter van Foreest                | vrije liberalen    | Alkmaar            | 12 mei 1903       | 18 september 1905 | [ 27 ]  |
| Wilhelmus Friesen                 | katholieken        | Grave              | 17 september 1901 | 18 september 1905 | [ 28 ]  |
| Petrus Fruytier                   | katholieken        | Hontenisse         | 17 september 1901 | 18 september 1905 | [ 29 ]  |
| Hugo van Gijn                     | LU                 | Dordrecht          | 17 september 1901 | 18 september 1905 | [ 30 ]  |
| Gerardus Goekoop                  | vrije liberalen    | Brielle            | 17 september 1901 | 20 december 1904  | [ 31 ]  |
| Hendrik Goeman Borgesius          | LU                 | Zutphen            | 17 september 1901 | 18 september 1905 | [ 32 ]  |
| Theo Heemskerk                    | ARP                | Amsterdam VII      | 17 september 1901 | 18 september 1905 | [ 33 ]  |
| Schelto van Heemstra              | ARP                | Hilversum          | 17 september 1901 | 18 september 1905 | [ 34 ]  |
| Willem Helsdingen                 | SDAP               | Lochem             | 17 september 1901 | 18 september 1905 | [ 35 ]  |
| Pieter Hennequin                  | vrije liberalen    | Oostburg           | 17 september 1901 | 18 september 1905 | [ 36 ]  |
| Cornelis den Hertog               | LU                 | Amsterdam III      | 17 september 1901 | 30 oktober 1902   | [ 37 ]  |
| Vincent van den Heuvel            | katholieken        | Eindhoven          | 17 september 1901 | 18 september 1905 | [ 38 ]  |
| Henri Hubrecht                    | LU                 | Amsterdam I        | 17 september 1901 | 18 september 1905 | [ 39 ]  |
| Frederik Hugenholtz               | SDAP               | Weststellingwerf   | 17 september 1901 | 18 september 1905 | [ 40 ]  |
| Alexander Idenburg                | ARP                | Gouda              | 17 september 1901 | 25 september 1902 | [ 41 ]  |
| Johan van Idsinga                 | VAR                | Bodegraven         | 17 september 1901 | 18 september 1905 | [ 42 ]  |
| Frans Janssen                     | katholieken        | Maastricht         | 29 april 1902     | 18 september 1905 | [ 43 ]  |
| Abraham van Karnebeek             | vrije liberalen    | Utrecht I          | 17 september 1901 | 18 september 1905 | [ 44 ]  |
| Antonius van Kempen               | ARP                | Leiden             | 17 september 1901 | 28 oktober 1902   | [ 45 ]  |
| Theo Ketelaar                     | VDB                | Amsterdam V        | 17 september 1901 | 18 september 1905 | [ 46 ]  |
| Dirk de Klerk                     | LU                 | Rotterdam II       | 17 september 1901 | 18 september 1905 | [ 47 ]  |
| Henri van Kol                     | SDAP               | Enschede           | 17 september 1901 | 18 september 1905 | [ 48 ]  |
| Maximilien Kolkman                | katholieken        | Rheden             | 17 september 1901 | 18 september 1905 | [ 49 ]  |
| Johannes Krap                     | ARP                | 's-Gravenhage I    | 17 september 1901 | 18 september 1905 | [ 50 ]  |
| Emile van der Kun                 | katholieken        | Zevenbergen        | 17 september 1901 | 18 september 1905 | [ 51 ]  |
| Kornelis ter Laan                 | SDAP               | Hoogezand          | 17 september 1901 | 18 september 1905 | [ 52 ]  |
| Cornelis Lely                     | LU                 | Amsterdam IX       | 17 september 1901 | 16 augustus 1902  | [ 53 ]  |
| Franciscus Lieftinck              | LU                 | Franeker           | 17 september 1901 | 18 september 1905 | [ 54 ]  |
| Otto van Limburg Stirum           | VAR                | Schiedam           | 17 september 1901 | 18 september 1905 | [ 55 ]  |
| Alexander van Löben Sels          | ARP                | Sliedrecht         | 17 september 1901 | 18 september 1905 | [ 56 ]  |
| Christiaan Lucasse                | ARP                | Middelburg         | 17 september 1901 | 12 januari 1903   | [ 57 ]  |
| Christiaan Lucasse                | ARP                | Middelburg         | 24 februari 1903  | 18 september 1905 | [ 57 ]  |
| Æneas Mackay                      | onafhankelijk a.r. | Kampen             | 17 september 1901 | 18 september 1905 | [ 58 ]  |
| Henri Marchant                    | VDB                | Deventer           | 17 september 1901 | 18 september 1905 | [ 59 ]  |
| Rudolf Mees                       | vrije liberalen    | Rotterdam IV       | 17 september 1901 | 18 september 1905 | [ 60 ]  |
| Gerrit Melchers                   | SDAP               | Leeuwarden         | 17 september 1901 | 18 september 1905 | [ 61 ]  |
| Joseph Merckelbach                | katholieken        | Gulpen             | 17 september 1901 | 18 september 1905 | [ 62 ]  |
| Louis Michiels van Verduynen      | katholieken        | Breda              | 17 september 1901 | 18 september 1905 | [ 63 ]  |
| Willem Mutsaers                   | katholieken        | Waalwijk           | 17 september 1901 | 18 september 1905 | [ 64 ]  |
| Octaaf van Nispen tot Sevenaer    | katholieken        | Nijmegen           | 17 september 1901 | 18 september 1905 | [ 65 ]  |
| Wiel Nolens                       | katholieken        | Venlo              | 17 september 1901 | 18 september 1905 | [ 66 ]  |
| Piet Nolting                      | VDB                | Amsterdam VIII     | 17 september 1901 | 18 september 1905 | [ 67 ]  |
| Hendrik Okma                      | ARP                | Sneek              | 17 september 1901 | 18 september 1905 | [ 68 ]  |
| Willem Passtoors                  | katholieken        | Beverwijk          | 17 september 1901 | 18 september 1905 | [ 69 ]  |
| Jacobus Pijnacker Hordijk         | VDB                | 's-Gravenhage III  | 17 september 1901 | 18 september 1905 | [ 70 ]  |
| Jozef Pompe van Meerdervoort      | ARP                | Zierikzee          | 17 september 1901 | 18 september 1905 | [ 71 ]  |
| Eduard van Raalte                 | VDB                | Rotterdam V        | 17 september 1901 | 23 oktober 1903   | [ 72 ]  |
| Eduard van Raalte                 | VDB                | Rotterdam V        | 11 november 1903  | 18 september 1905 | [ 72 ]  |
| Lambert de Ram                    | katholieken        | Bergen op Zoom     | 17 september 1901 | 18 september 1905 | [ 73 ]  |
| Martin de Ras                     | katholieken        | Maastricht         | 17 september 1901 | 16 maart 1902     | [ 74 ]  |
| Karel Raymakers                   | katholieken        | Helmond            | 17 september 1901 | 18 september 1905 | [ 75 ]  |
| Nicolaas de Ridder                | ARP                | Wijk bij Duurstede | 17 september 1901 | 18 september 1905 | [ 76 ]  |
| Pieter Rink                       | LU                 | Arnhem             | 17 september 1901 | 18 september 1905 | [ 77 ]  |
| Joan Röell                        | vrije liberalen    | Utrecht II         | 17 september 1901 | 18 september 1905 | [ 78 ]  |
| Petrus Roessingh                  | LU                 | Emmen              | 17 september 1901 | 18 september 1905 | [ 79 ]  |
| Antonie Roodhuyzen                | LU                 | Brielle            | 14 februari 1905  | 18 september 1905 | [ 80 ]  |
| Alexander van Sasse van Ysselt    | katholieken        | 's-Hertogenbosch   | 17 september 1901 | 18 september 1905 | [ 81 ]  |
| Alexander de Savornin Lohman      | VAR                | Goes               | 17 september 1901 | 18 september 1905 | [ 82 ]  |
| Herman Schaepman                  | katholieken        | Almelo             | 17 september 1901 | 21 januari 1903   | [ 83 ]  |
| Jan Schaper                       | SDAP               | Appingedam         | 17 september 1901 | 18 september 1905 | [ 84 ]  |
| Jan Schokking                     | Friese Bond        | Harlingen          | 17 september 1901 | 18 september 1905 | [ 85 ]  |
| Hendrik Seret                     | ARP                | Gorinchem          | 17 september 1901 | 18 september 1905 | [ 86 ]  |
| Nanne Sluis                       | ARP                | Enkhuizen          | 17 september 1901 | 18 september 1905 | [ 87 ]  |
| Harm Smeenge                      | LU                 | Meppel             | 17 september 1901 | 18 september 1905 | [ 88 ]  |
| Eerke Smidt                       | VDB                | Veendam            | 17 september 1901 | 18 september 1905 | [ 89 ]  |
| Andries Staalman                  | groep-staalman     | Den Helder         | 17 september 1901 | 18 september 1905 | [ 90 ]  |
| Victor de Stuers                  | katholieken        | Weert              | 9 december 1901   | 18 september 1905 | [ 91 ]  |
| Floris van Styrum                 | vrije liberalen    | Haarlem            | 17 september 1901 | 18 september 1905 | [ 92 ]  |
| Syb Talma                         | ARP                | Tietjerksteradeel  | 17 september 1901 | 18 september 1905 | [ 93 ]  |
| Cornelis den Tex                  | LU                 | Amsterdam VI       | 17 september 1901 | 18 september 1905 | [ 94 ]  |
| Jacobus Travaglino                | katholieken        | Druten             | 17 september 1901 | 23 mei 1905       | [ 95 ]  |
| Willem Treub                      | VDB                | Assen              | 8 november 1904   | 18 september 1905 | [ 96 ]  |
| Pieter Jelles Troelstra           | SDAP               | Amsterdam III      | 13 december 1902  | 18 september 1905 | [ 97 ]  |
| Meinard Tydeman                   | vrije liberalen    | Tiel               | 17 september 1901 | 18 september 1905 | [ 98 ]  |
| Rienk van Veen                    | VAR                | Dokkum             | 17 september 1901 | 18 september 1905 | [ 99 ]  |
| Henri van de Velde                | ARP                | Delft              | 17 september 1901 | 18 september 1905 | [ 100 ] |
| Joor Verheij                      | LU                 | Rotterdam III      | 17 september 1901 | 18 september 1905 | [ 101 ] |
| Johannes de Visser                | CHK                | Amsterdam II       | 17 september 1901 | 18 september 1905 | [ 102 ] |
| Pieter van Vliet                  | ARP                | Doetinchem         | 17 september 1901 | 18 september 1905 | [ 103 ] |
| Bernardus van Vlijmen             | katholieken        | Veghel             | 17 september 1901 | 18 september 1905 | [ 104 ] |
| Willem van der Vlugt              | vrije liberalen    | Leiden             | 9 december 1902   | 18 september 1905 | [ 105 ] |
| Simon de Vries Czn                | ARP                | Gouda              | 18 november 1902  | 18 september 1905 | [ 106 ] |
| Jan de Waal Malefijt              | ARP                | Breukelen          | 17 september 1901 | 18 september 1905 | [ 107 ] |
| Otto van Wassenaer van Catwijck   | VAR                | Katwijk            | 17 september 1901 | 18 september 1905 | [ 108 ] |
| Franciscus van Wichen             | katholieken        | Haarlemmermeer     | 17 september 1901 | 18 september 1905 | [ 109 ] |
| Stephanus van Wijck               | katholieken        | Elst               | 17 september 1901 | 6 februari 1904   | [ 110 ] |
| Antoine van Wijnbergen            | katholieken        | Elst               | 19 april 1904     | 18 september 1905 | [ 111 ] |
| Jan Willinge                      | LU                 | Assen              | 17 september 1901 | 6 september 1904  | [ 112 ] |
| Geuchien Zijlma                   | LU                 | Zuidhorn           | 17 september 1901 | 18 september 1905 | [ 113 ] |
| Geert van der Zwaag               | vrije socialist    | Schoterland        | 17 september 1901 | 18 september 1905 | [ 114 ] |

1815-1818 ·
1818-1821 ·
1821-1824 ·
1824-1827 ·
1827-1830 ·
1830-1833 ·
1833-1836 ·
1836-1839 ·
1839-1842 ·
1842-1845 ·
1845-1848 ·
1848-1849 ·
1849-1850 ·
1850-1852 ·
1852-1853 ·
1853-1854 ·
1854-1856 ·
1856-1858 ·
1858-1860 ·
1860-1862 ·
1862-1864 ·
1864-1866 ·
1866 (sep) ·
1866-1868 ·
1868-1869 ·
1869-1871 ·
1871-1873 ·
1873-1875 ·
1875-1877 ·
1877-1879 ·
1879-1881 ·
1881-1883 ·
1883-1884 ·
1884-1886 ·
1886-1887 ·
1887-1888 ·
1888-1891 ·
1891-1894 ·
1894-1897 ·
1897-1901 ·
1901-1905 ·
1905-1909 ·
1909-1913 ·
1913-1917 ·
1917-1918 ·
1918-1922 ·
1922-1925 ·
1925-1929 ·
1929-1933 ·
1933-1937 ·
1937-1946 ·
1946-1948 ·
1948-1952 ·
1952-1956 ·
1956-1959 ·
1959-1963 ·
1963-1967 ·
1967-1971 ·
1971-1972 ·
1972-1977 ·
1977-1981 ·
1981-1982 ·
1982-1986 ·
1986-1989 ·
1989-1994 ·
1994-1998 ·
1998-2002 ·
2002-2003 ·
2003-2006 ·
2006-2010 ·
2010-2012 ·
2012-2017 ·
2017-2021 ·
2021-2023 ·
2023-heden
Overzicht historische zetelverdeling